# Afirma Pereira
Sostiene Pereira em italiano / Pereira prétend em francê / Afirma Pereira em português europeu (br: Páginas da revolução) é um filme ítalo-franco-português de 1996, do gênero drama, dirigido por Roberto Faenza. O roteiro é baseado em romance homônimo de Antonio Tabucchi.

## Sinopse
Na Lisboa salazarista, o editor de um jornal procura um jornalista para escrever óbitos antecipados de escritores famosos. Ele opta por um jovem que está envolvido em atividades contra-revolucionárias.

## Elenco
- Marcello Mastroianni .... Pereira
- Joaquim de Almeida .... Manuel
- Daniel Auteuil .... Dr. Cardoso
- Stefano Dionisi .... Monteiro Rossi
- Nicoletta Braschi .... Marta
- Marthe Keller .... sra. Delgado
- Teresa Madruga .... Portiera
- Nicolau Breyner .... padre Antônio
- Filipe Ferrer .... Silva
- João Grosso .... chefe de polícia
- Mário Viegas .... editor do jornal
- Manuela Cassola
- Fátima Marques
- Rui Otero
- Pedro Efe
- Carlos César
- Filippo Macelloni

## Musica
Composição, orquestração e direcção de Ennio Morricone (CD Sony Music).
O tema principal da musica, "A brisa do coração", é interpretado por Dulce Pontes.

## Principais prêmios e indicações
Prêmio David di Donatello (Itália)
- Venceu na categoria de melhor ator (Marcello Mastroianni).
- Indicado na categoria de melhor produção.

Sindicato Italiano dos Jornalistas de Cinema (Itália)
- Indicado na categoria de melhor cenografia.